# Fiacha II Araide
Fiacha II Araide – legendarny król Ulaidu z dynastii Milezjan (linia Ira, syna Mileda) w latach 230-250, od którego została nazwana dynastia oraz starożytne terytorium Dál nAraidi (czasami zwane Ulaidem, obejmujące obecne hrabstwo Down i część hr. Antrim). Syn Aengusa I Goibnenna, króla Ulaidu.
Informacje o jego rządach z Emain Macha w Ulaidzie czerpiemy ze źródeł średniowiecznych. W „Laud 610”, manuskrypcie z XV w., zanotowano na jego temat: "Fíacha Araide .xx. blī[adn]a" (fol. 107 b 15), zaś w „Rawlinson B 502” (XII w.) "Fiachu A[r]aide m[ac] Óeng[u]sa Goib[nenn] .xx. b[liadna]" (faksym. 157). Zastosowano w tekście abrewiację oraz zapisano małymi literami rzymską cyfrę XX, oznaczającą dwadzieścia lat panowania. Błędnie umieszczono go tam na liście królów po Lugaidzie Mennie, zamiast po swym ojcu. Jego następcą na tronie Ulaidu został Fergus III Duibdedach („Czarnozęby”), prawnuk Ogamana, króla Ulaidu z dynastii Dál Fiatach.

## Potomstwo
Pozostawił po sobie dwóch synów i córkę: 
- Fedlimid mac Fiachach, król Dál nAraidi (Ulaidu) przez piętnaście lat. Niektóre źródła błędnie podają, że był synem Casa, syna Fiachy Araide. Fedlimid pozostawił po sobie syna:
  - Imchad mac Fedlimthi, król Dál nAraidi (Ulaidu) przez siedem lat; miał syna:
    - Rossa mac Imchada, król Dál nAraidi i Ulaidu
- Sodan, przodek rodów O’Manning, MacWard, etc.
- Muirenn ingen Fiachaid, żona Muiredacha II Tirecha, zwierzchniego króla Irlandii